# Abadal
F.S. Abadal y Cia fue un fabricante de automóviles español que comercializó sus modelos bajo las marcas Abadal y Abadal-Buick entre 1912 y 1929 en dos etapas (durante la primera, con motores belgas Impéria y durante la segunda, con motores Buick). Eran considerados unos coches de lujo veloces, con un diseño similar al de los Hispano-Suiza. Existían dos modelos: El primero tenía un motor de cuatro cilindros de 3104 cm³, y el segundo un motor de seis cilindros de 4521 cm³.
Poco después de la creación de la línea Abadal, la compañía belga Impéria comenzó a fabricar el modelo, con licencia, llamándolos Impéria-Abadal. En 1916 Abadal compró los derechos de Buick en España; desde ese año, los modelos de Abadal construidos en Barcelona poseían motores Buick, pero no la carrocería. A estos automóviles se les conoció como Abadal-Buicks.
M. A. Van Roggen (que había trabajado en Springuel) tomó el control de la compañía belga, y fabricó unos 170 Impéria-Abadal más. Además fabricó otros modelos, como un modelo deportivo de 16 válvulas con 2992 cc y cuatro cilindros y tres prototipos de 5630 cc. La compañía dejó de fabricar automóviles en 1929.
Francisco Abadal comenzó su negocio en 1912, y fue piloto de carreras y vendedor para Hispano-Suiza en Barcelona. En 1916 llega a un acuerdo con Buick para venderlos y posteriormente, en 1923, fue el distribuidor exclusivo para España de la General Motors. Los planes de General Motors, en 1930, para lanzar un prototipo llamado Abadal Continental nunca se llevaron a cabo.

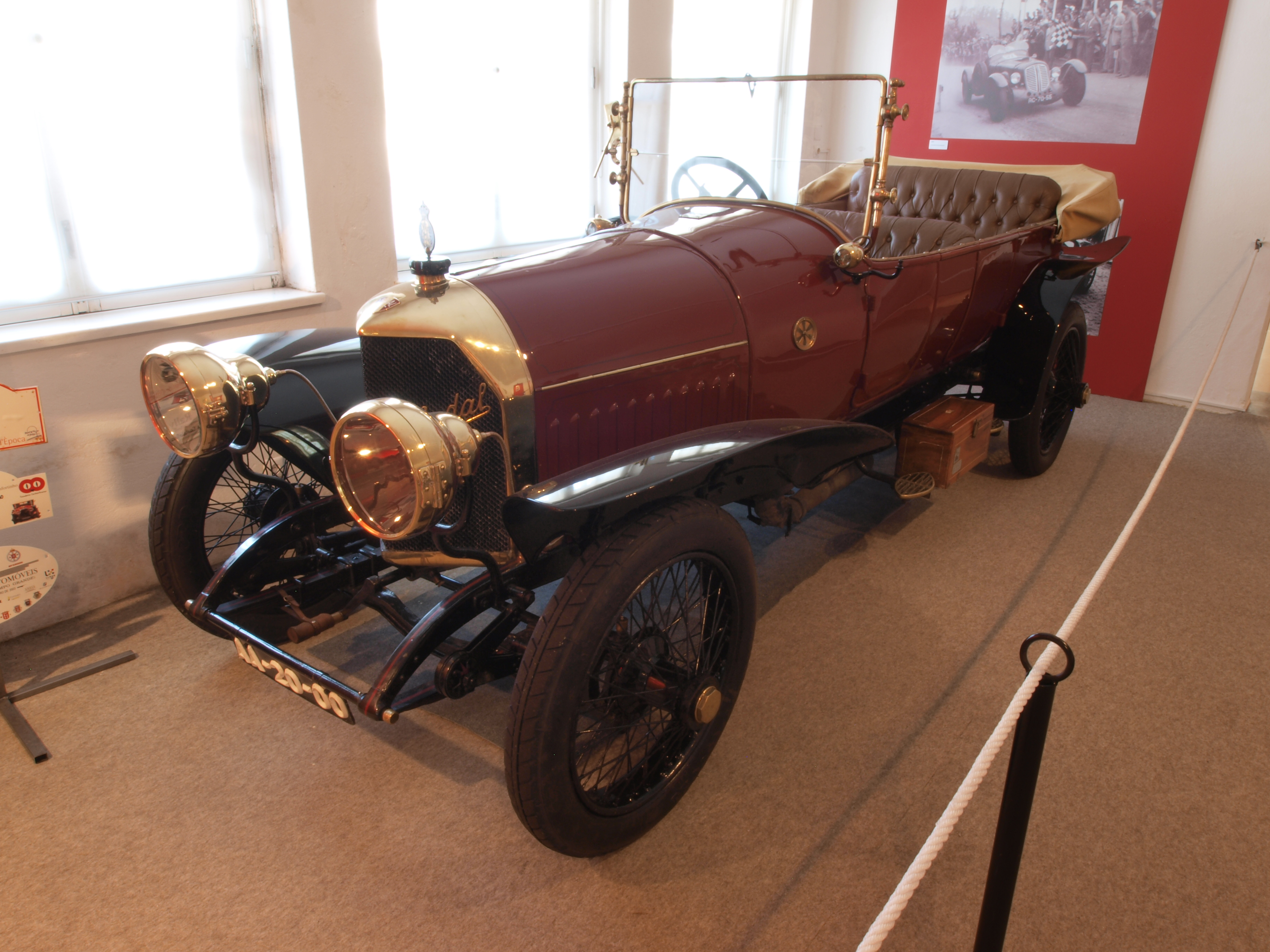
Abadal 25 HP de 1914.
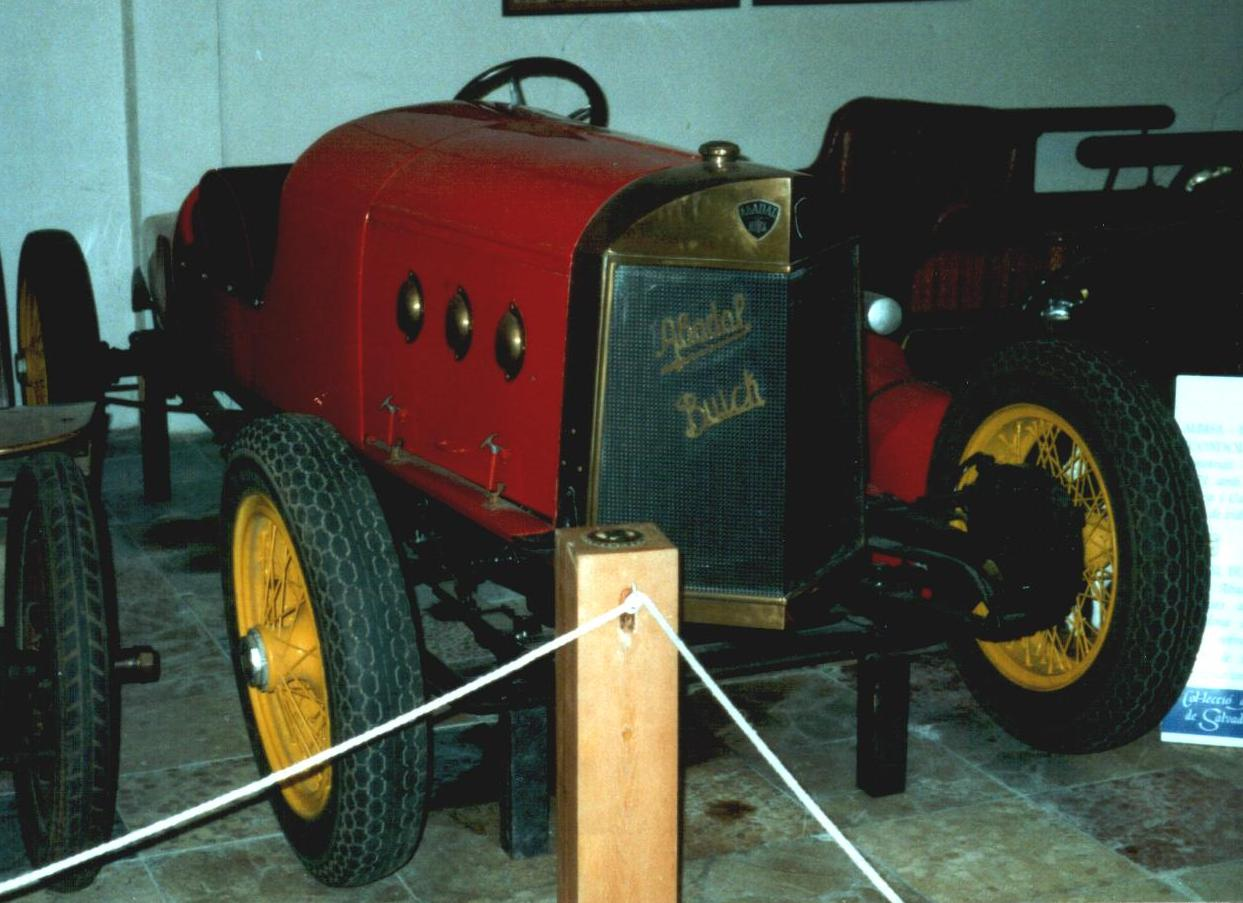
Abadal-Buick de 1923.

## Motor aeronáutico Abadal Y-12
Abadal también produjo el motor aeronáutico Abadal Y-12, motor de múltiple bancada de doce cilindros en línea, acomodados en tres bancos de cuatro formando una Y.